# Villa Carlos Paz
Villa Carlos Paz is een plaats in het Argentijnse bestuurlijke gebied Punilla in de provincie Córdoba. De plaats telt 56.407 inwoners.